# Waldbühne Heldritt

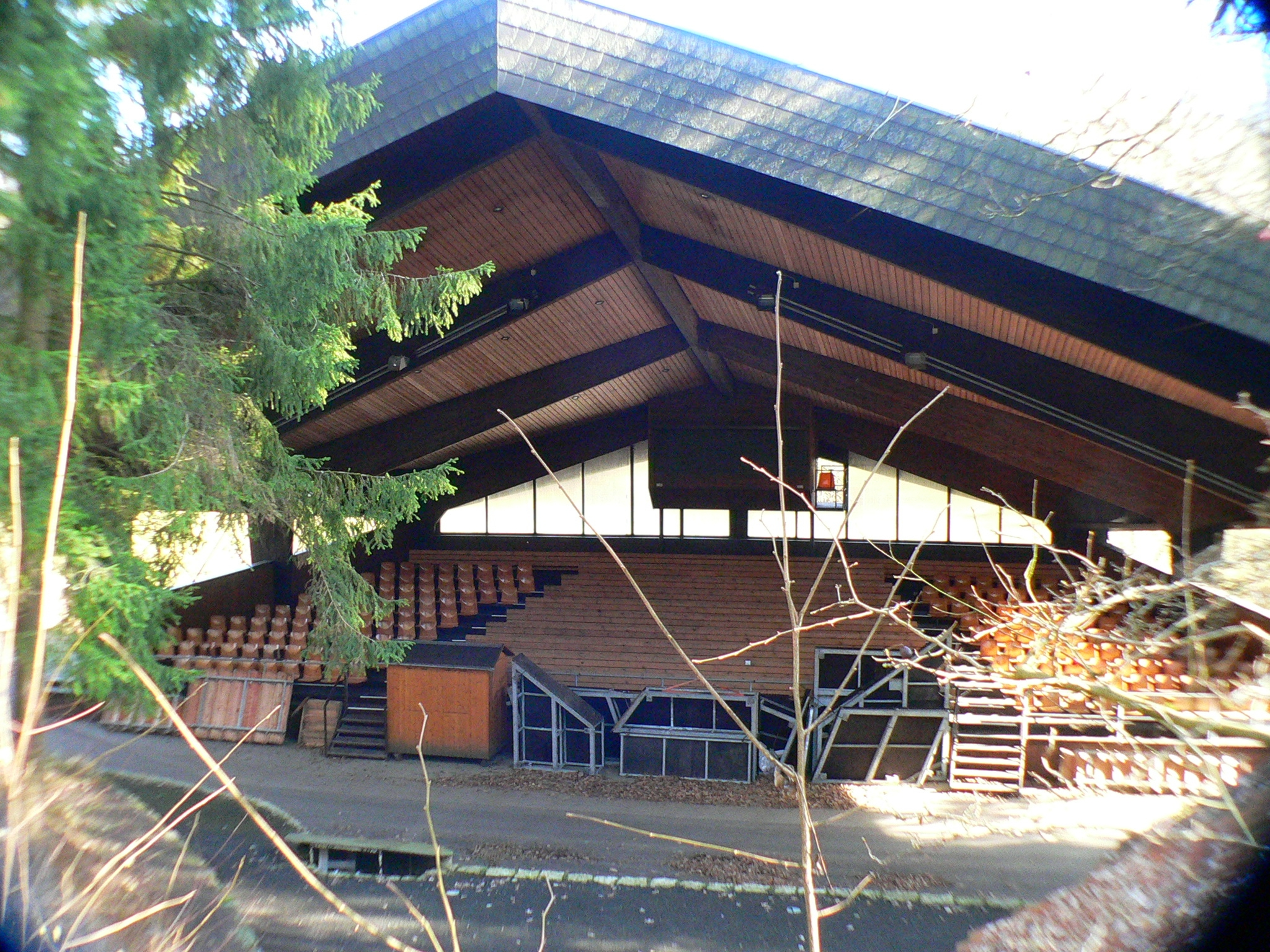
Tribüne

Die Waldbühne Heldritt ist eine Naturbühne in Heldritt, einem Ortsteil von Bad Rodach in Oberfranken. Sie hat etwa 800 überdachte Sitzplätze.
Die Waldbühne Heldritt wird seit 1930 bespielt. Anfangs wurden die Bewohner vom Rodacher Heimatdichter und Komponist Adolf Büttner-Tartier unterstützt.
Der am 14. August 1950 gegründete Heimatverein Heldritt e.V. organisiert seitdem die Bespielung der Bühne. Seit 1975 wird die Waldbühne jedes Jahr bespielt; seit 1977 wird neben einem Lustspiel regelmäßig auch ein Kinderstück aufgeführt. Die 1994 gegründete Coburger Sommeroperette bringt jährlich eine, manchmal auch zwei Operetten zur Aufführung. 2007 wurde die Operette Der Vogelhändler von Carl Zeller insgesamt elfmal  gegeben.
Im Sommer 2008 wurde die Operette Gräfin Mariza von Emmerich Kálmán aufgeführt.
Während der Spielzeit 2009 war die Operette Wiener Blut von Johann Strauss (Sohn) insgesamt dreizehnmal zu sehen. Außerdem fand wie jedes Jahr eine Matinee statt, diesmal unter dem Motto Die ganze Welt ist himmelblau – Eine Hommage an Robert Stolz und eine Serenade am Pulverturm in Bad Rodach.
In der Spielzeit 2011 inszenierte Hermann J. Vief, Regisseur, Kultur- und Theaterpädagoge (BuT) aus Coburg, Charleys Tante von Brandon Thomas auf der Waldbühne.
Pro Saison werden etwa 25.000 Besucher auf der Waldbühne gezählt.

## Galerie

Waldbühne Heldritt
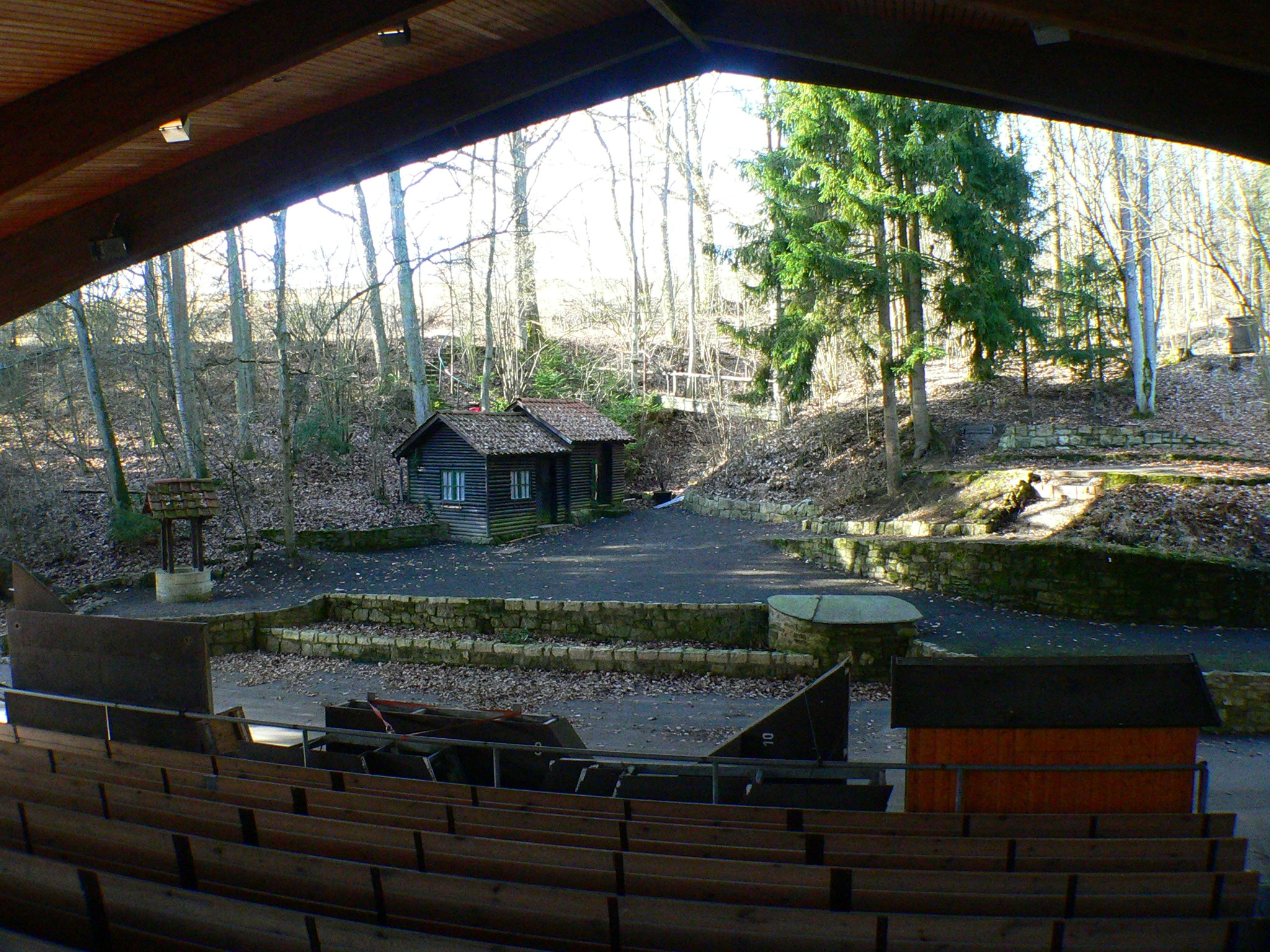
Naturbühne
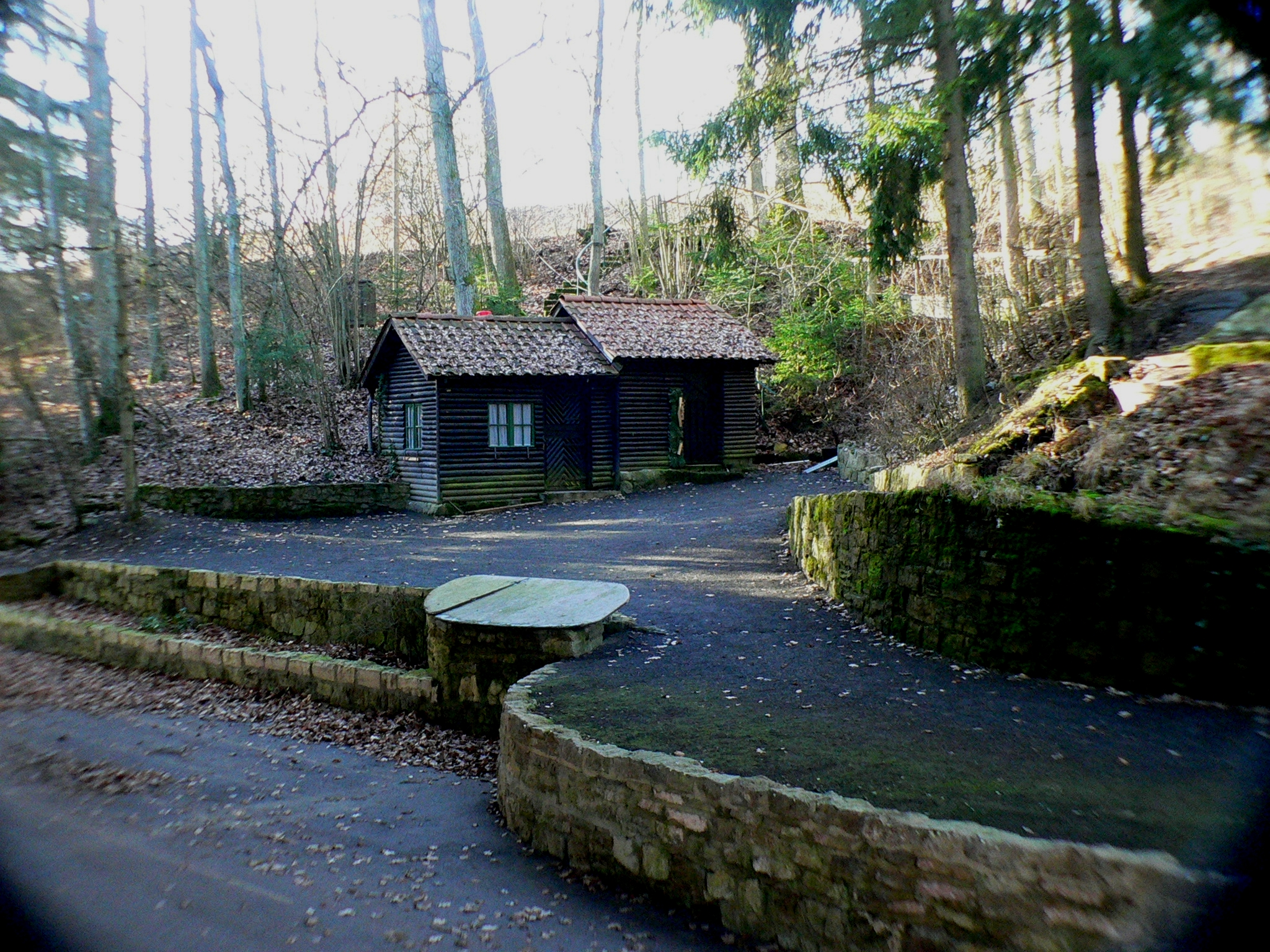
Naturbühne Detail
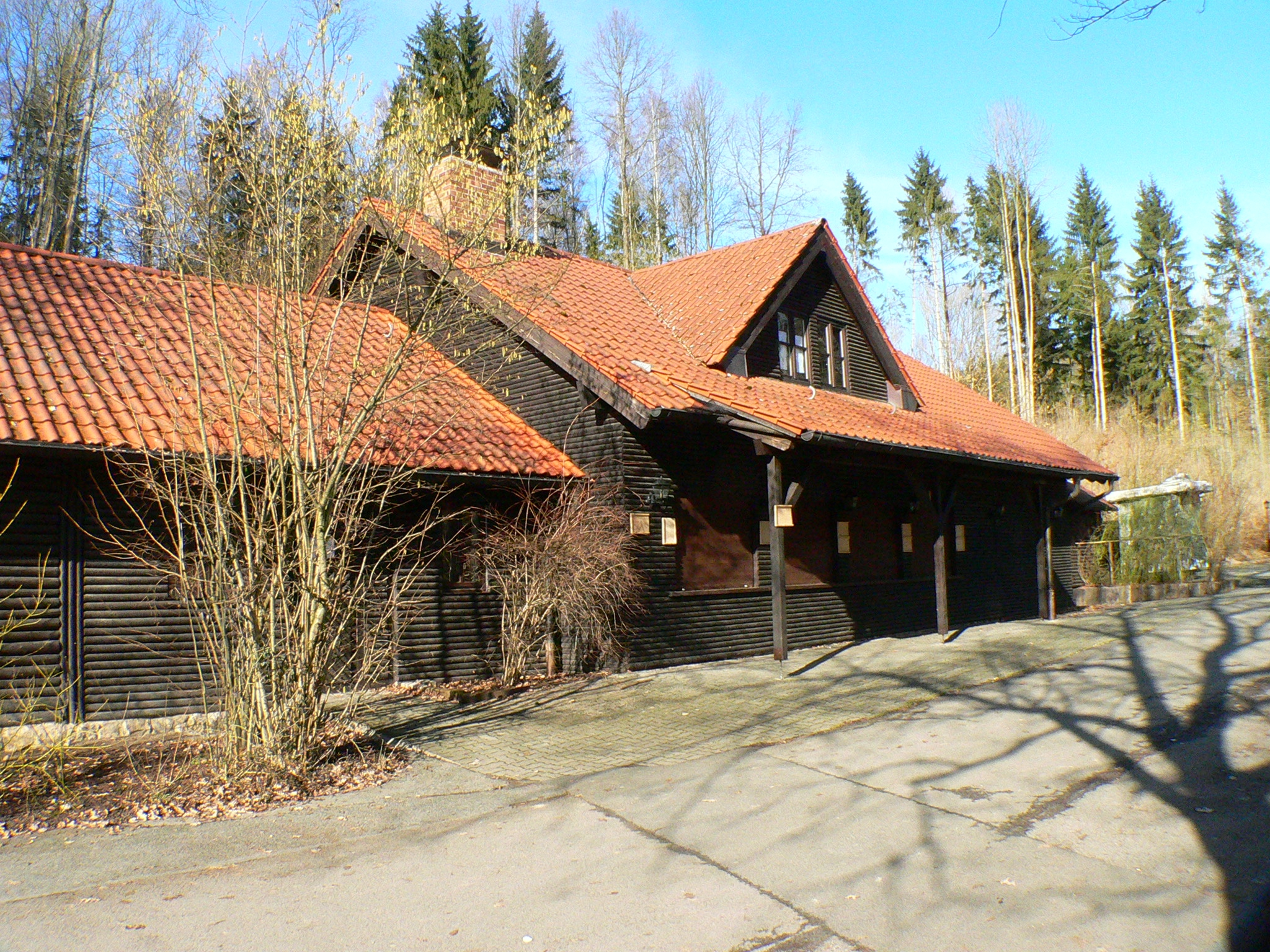
Wirtschaftsgebäude
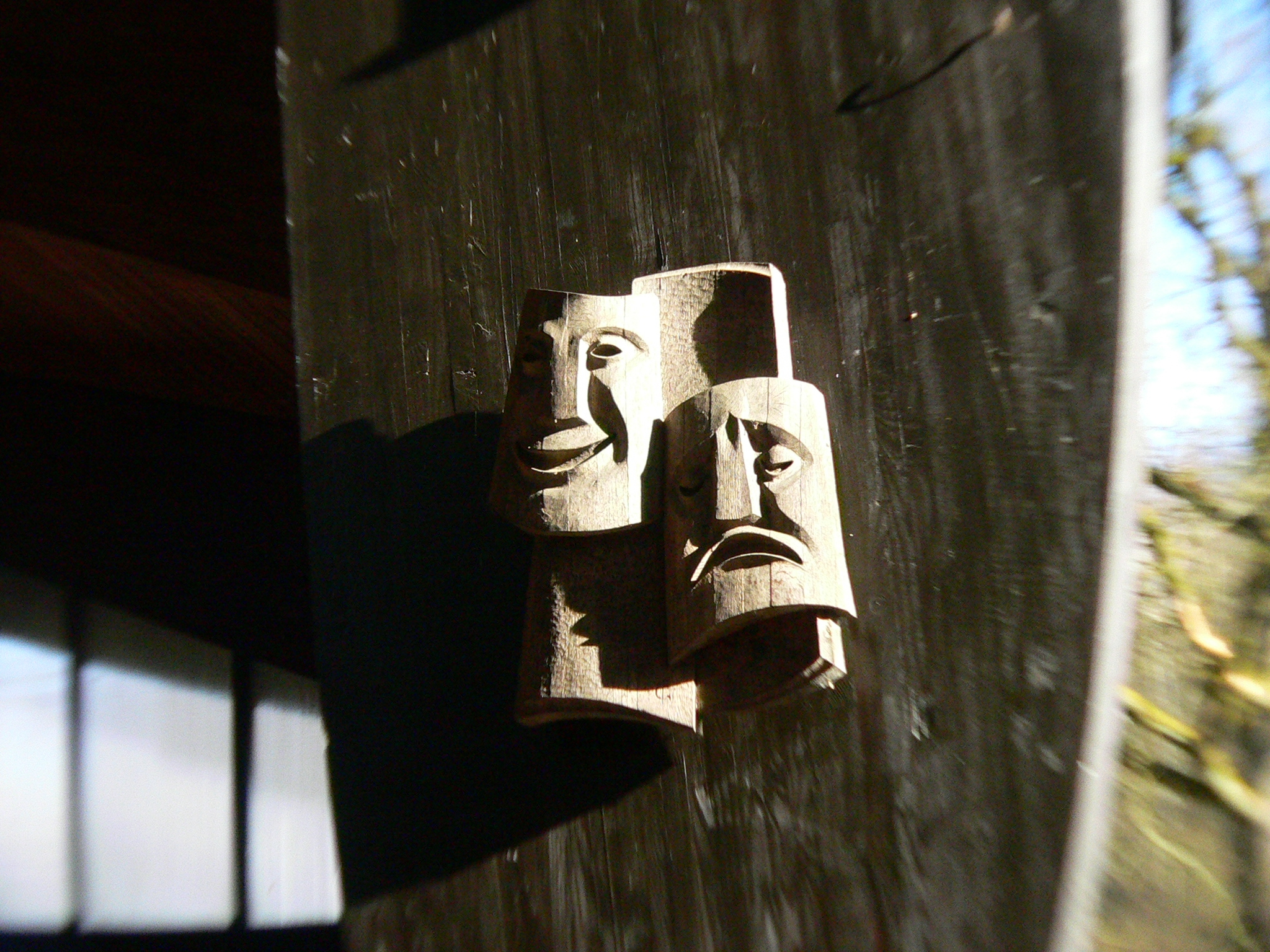
Plastik